# Karl Emil Gebauer
Karl Emil Gebauer, auch Carl-Emil Gebauer, (* 1806; † 1888 in Medenau, Ostpreußen) war ein deutscher evangelischer Theologe, Landeshistoriker  und topographischer Schriftsteller.

## Leben
Gebauer wurde nach dem Studium der Theologie evangelischer Pfarrer in Mehlsack, Ostpreußen. Danach war er vom  9. Oktober 1831 an bis 1847 Pfarrer der Kirche Sankt Lorenz in der ostpreußischen Siedlung Sankt Lorenz. Im Zeitraum 1847–1883 war er Pfarrer in der ostpreußischen Ortschaft Medenau, wo er auch starb. Er veröffentlichte Schriften über theologische und kirchenrechtliche Fragen wie auch topographische Beschreibungen des Samlands.

## Werke (Auswahl)
- Kirchengeschichtliche Bemerkungen über das Ermland in Bezug auf Gründung der evangelischen Gemeinden im Allgemeinen und der zu Frauenburg ins Besondere. In: Preußische Provinzial-Blätter. Band 9, Königsberg 1833, S. 280–292.
- Der Kandidaten-Verein zu Königsberg in Pr. In: Preußische Provinzial-Blätter. Band 10, Königsberg 1833, S. 374–378
- Nachrichten über die Kirche St. Lorenz. In: Preußische Provinzial-Blätter. Band 13 und Band 14, Königsberg 1835, S. 569–582 bzw.  S. 61–67.
- Ueber die sogenannten Gebetsverhöre. In: Preußische Provinzial-Blätter. Band 15, Königsberg 1836, S. 167–181.
- Ueber die Kirche zu Germau im Samlande. In: Preußische Provinzial-Blätter. Band 17, Königsberg 1837, S. 517–525.
- Die Samländische Ostsee-Küste und ihre Umgebung, 1837.
- Das Ordenshaus Lochstätt (Ein Beitrag zur genaueren Kunde des Samlandes). In: Preußische Provinzial-Blätter. Band 19, Königsberg 1838, S. 1–16 und S. 127–144.
- Friedrich Wilhelm Lange, weiland Königlicher Superintendent und Pfarrer zu Fischhausen. Eine Biographische Skizze. In: Preußische Provinzial-Blätter. Band 22, Königsberg 1839, S. 289–304.
- Ueber Volksschulen und Beaufsichtigung derselben durch die Geistlichen. Zur Abwehr eines Angriffs auf dieselben in der Königsberger Zeitung d. J. No. 101. In: Preußische Provinzial-Blätter. Band 27, Königsberg 1842, S. 526–540.
- Kunde des Samlandes oder Geschichte und topographisch-statistisches Bild der ostpreußischen Landschaft Samland. Königsberg 1844 (Vollstext).
- Der Gustav-Adolf-Verein, als ein Zeugniss der neuerwachten Pfingstgeistes in der evangelischen Kirchengemeinschaft: Predigt, 1844.
- Die Reform der Kirchenverfassung. Ein Beitrag zur Würdigung der in Vorschlag gebrachten Presbytorial-Synodal-Verfssung mit Bezug auf den der vorjährigen Provinzial-Synode zu Königsberg vorgelegten und hier vollständig mitgetheilten Entwurf einer solchen. Königsberg 1844 (Volltext).
- Ueber Albrecht I., Markgrafen von Brandenburg. In: Preußische Provinzial-Blätter. Band 2, Königsberg 1846, S. 81–98 und S. 193–209.
- Die Seefischerei m Samlande. (Ueber Mittel, dem Gefahrvollen der Fischerei zu begegnen.) In: Preußische Provinzial-Blätter. Band 2, Königsberg 1846, S. 37–44.
- Nachschrift zu Max Töppens Aufsatz „Die Theilung der Diöcese Samland und die Hypothese über Witland“. In: Neue Preußische Provinzial-Blätter. Band 10, Königsberg 1850, S. 187–192.
- Zeitangabe der Erbauung verschiedener Burgen des Deutschen Ordens in Preußen. Nach den Bestimmungen der Geschichte Preußens von J. Voigt. In: Neue Preußische Provinzial-Blätter. Band 10, Königsberg 1850, S. 470–472.
- Neuester Wegweiser durch Samland: Ein Wanderbuch für Besucher des Samlandes und Badegäste., 1876.
- Karl Emil Gebauers Wegweiser durch Samland: ein Wanderbuch für Besucher des Samlandes, 1886.